# Дунце-лакханг
Дунце-лакханг (дзонґ-ке ཟླུམ་བརྩེགས་ལྷ་ཁང, Вайлі: zlum brtshegs lha khang, лат. Dungtse Lhakhang) — буддійський монастир (лакханг) на околиці міста Паро в Бутані. Храм виглядає як чортен, така архітектура для Бутану незвична.
Храм розташований на початку підйому місця з'єднання долин Паро і долин Допчарі. Монастир належить школі Друкпа Каг'ю і володіє унікальною колекцією буддійських ікон.

## Розташування
Дунце-лакханг розташований навпроти міста, до нього веде міст через річку Паро, дорога до мосту проходить через річку До-чу, таке місце вважається сприятливим з точки зору тибетської геомантії. По інший бік До-чу знаходиться Національний музей Бутану.

## Історія
За легендою, монастир побудував особисто Тангтонг Г'ялпо. За іншою версією храм збудували в голові демониці.
Монастир був побудований в 1421 році (за іншими джерелами — в 1433 році), ініціатором був знаменитий лама Тангтонг Г'ялпо (1385—1464), він побудував у Бутані вісім залізних мостів. Він вибрав форму чортену, тому що така форма паралізує демонів і проголошує перемогу буддизму.
У 1841 році 25-й Дже Кхемпо, Шераб Г'єлцен за допомогою мешканців навколишніх селищ відновив монастир.

## Архітектура
Храм побудований у формі мандали, три рівні представляють три рівня буддійських світів — пекло, землю і небеса. Над трьома рівнями панує біла вежа. Для досягнення різних рівнів слід підніматися вгору по безлічі сходинок.
Оформлення монастиря вважається унікальним, картини та ікони мають велику цінність. На першому поверсі знаходяться п'ять Будд медитації, а також Авалокітешвара, Падмасамбхава і Тангтонг Г'ялпо.
На першому поверсі — Махакала, навколо якого сто мирних і гнівних божеств і зображення перехідного стану бардо на внутрішній стіні.
На другому поверсі розташовані тантричні божества. На зовнішній стіні — Гух'ясамаджа, Ваджрабхайрава, Чакрасамвара, Хеваджра, Калачакра, Ваджраварахі, Хаяґріва и Махамайя. На внутрішній стіні — 84 індійських махасіддхів і тибетських святих, таких як Марпа, Міларепа і Гампопа.
На схід від Дунце-лакханга знаходиться один з найстаріших буддійських храмів VII століття Пана-лакханг.